# Alonso de Ortega y Robles
Alonso de Ortega y Robles   (Madrid, 3 d'abril de 1617 - Sica Sica, valor desconegut) va ser un militar i polític castellà. Cavaller de l'orde de Sant Jaume, va ocupar diversos càrrecs militars i polítics, sobretot al virregnat del Perú, on es va establir el 1649.
Va néixer el 1617 a la parròquia de Sant Jaume de Madrid, on va ser batejat el 3 d'abril. Va ser fill de Juan Francisco Ortega, natural de Madrid i secretari del rei i del registre de mercès, i d'Ana de Robles y Carreño, natural de Caravaca. Va ser capità del batalló de cavalleria dels ordes militars, format durant el regnat de Felip IV. El 6 de setembre de 1642 se li va concedir l'hàbit de l'orde de Sant Jaume, però no va despatxar el títol a causa d'una campanya militar. El 1649 va passar a Amèrica, on va ser designat corregidor d'Oruro, al virregnat del Perú, a més de ser justícia major de les mines de la localitat, així com capità de cavallers cuirasses a la regió. Des d'allà va sol·licitar, a través del seu germà Jerónimo, el títol de cavaller que no havia demanat anys enrere. El 1653 va casar-se a Lima amb Catalina de Oviedo y Recalde, filla del general Francisco de Oviedo y Sigoney, amb qui va tenir com a fills a José i Alonso de Ortega, també cavallers de l'orde de Sant Jaume. Va morir essent corregidor de Sica Sica.